# Cofana maai
Cofana maai  (лат.) — вид прыгающих насекомых рода Cofana из семейства цикадок (Cicadellidae). Новая Гвинея. Длина самок — 7,9—8,2 мм. Жёлтовато-коричневые цикадки с чёрными отметинами. Между оцеллиями расположено чёрное пятно. Питаются соками растений. Вид был впервые описан в 1979 году американским энтомологом Дэвидом Янгом (David Allan Young, 1915—1991) и назван в честь Т. Маа (T.C.Maa), собравшего типовую серию и внёсшего своими коллекциями значительный вклад в изучение Cicadellinae.